# 圣方济堂 (科契)
圣方济堂（英語：St. Francis CSI Church）位于印度喀拉拉邦科契，目前属于南印度教会（CSI）的北喀拉拉教区。它是印度最古老的欧洲教堂，目击了印度次大陆的欧洲殖民斗争，具有划时代的历史意义。葡萄牙探险家达伽马在第三次远航印度时于1524年在科契去世，最初埋葬在这个教堂里，14年后遗体运回里斯本。

## 历史
该堂最初由葡萄牙人建于1506年到1516年，交由方济各会管理，供奉圣安多尼。1663年荷兰人占领后，拆除了该堂以外所有教堂，保留它为政府教堂。1795年，英国人征服科契，1804年将其改为一座圣公会教堂。
1923年该堂成为保护文物。向游客开放。

## 参考

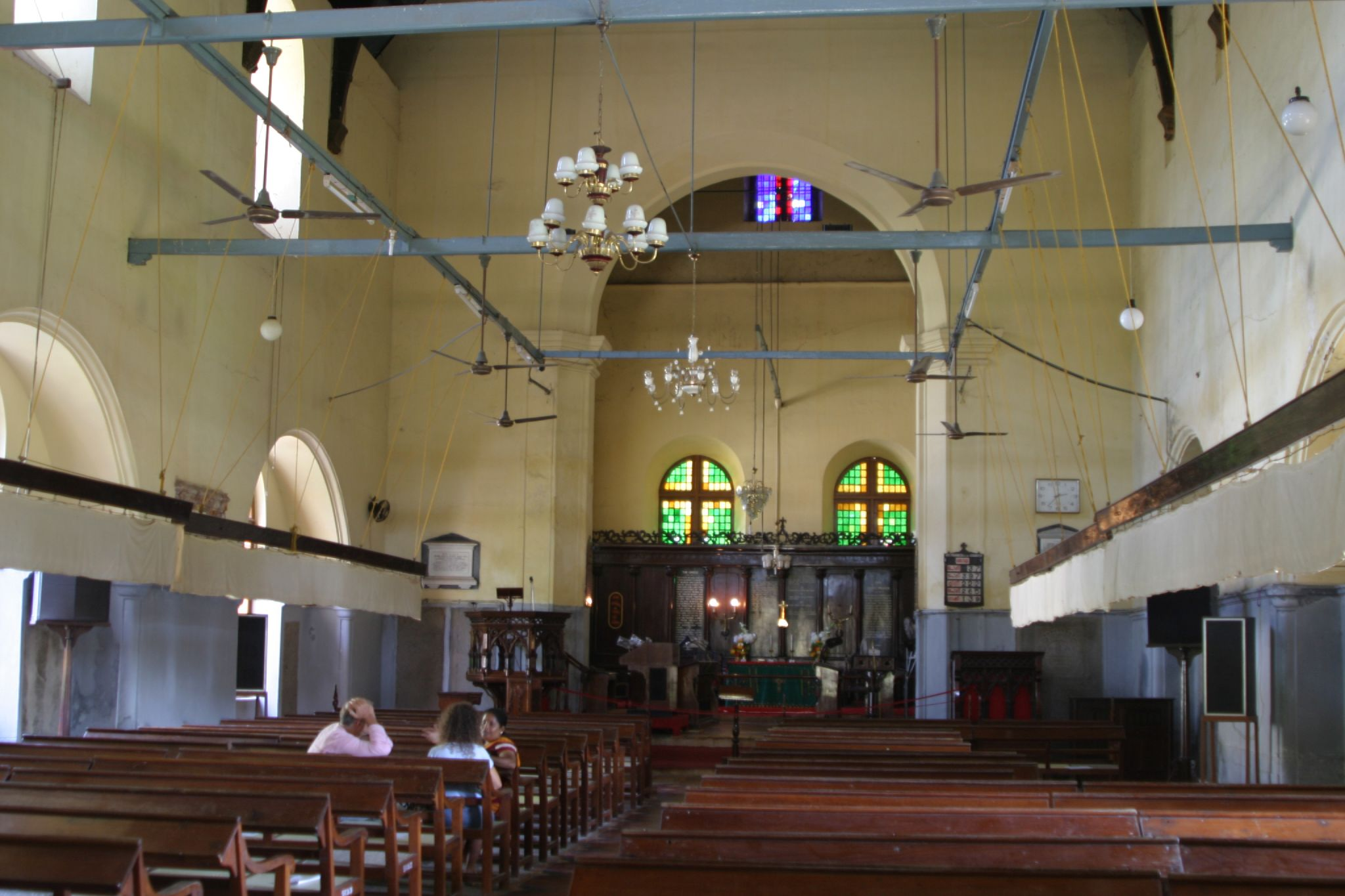
内部
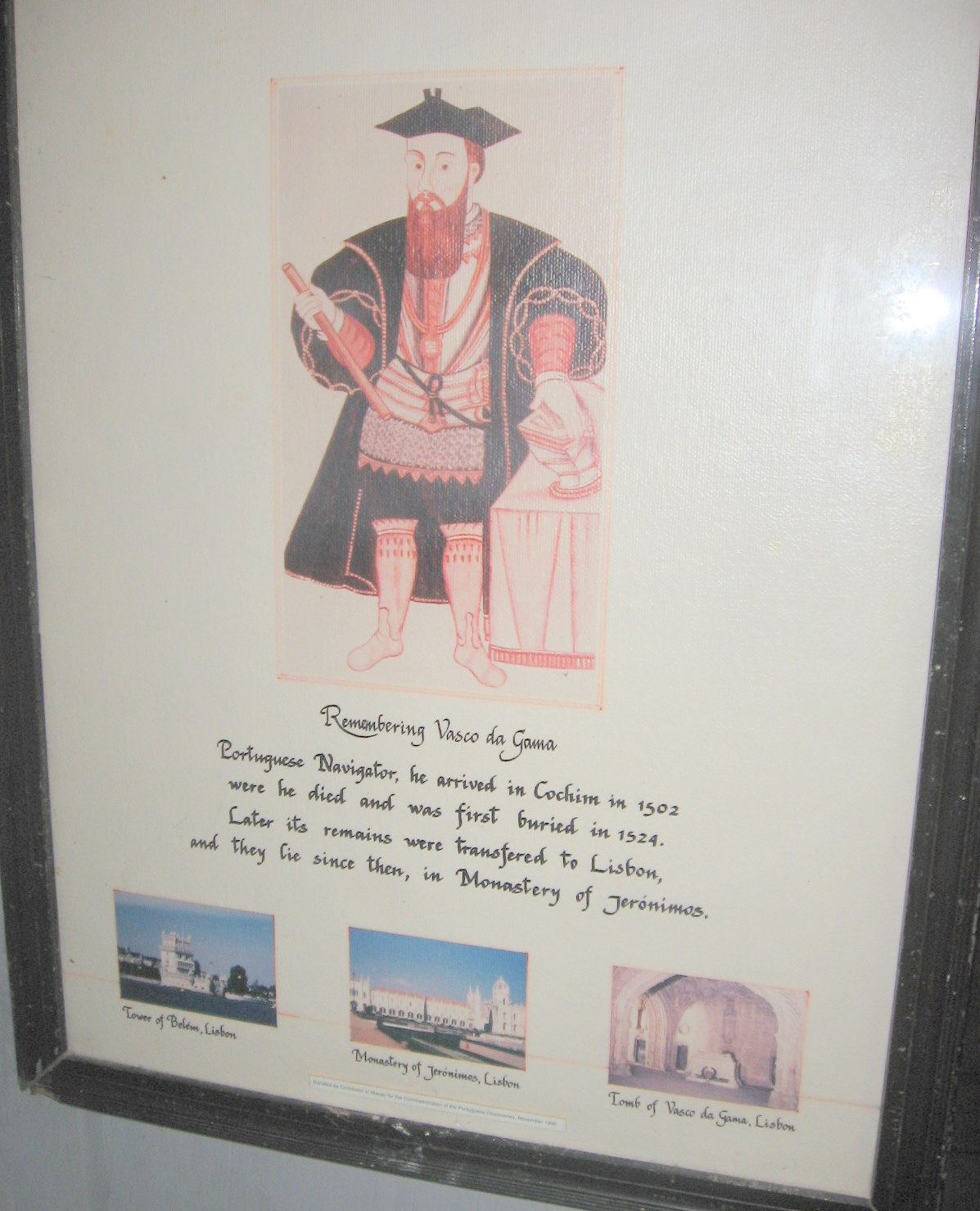
达伽马
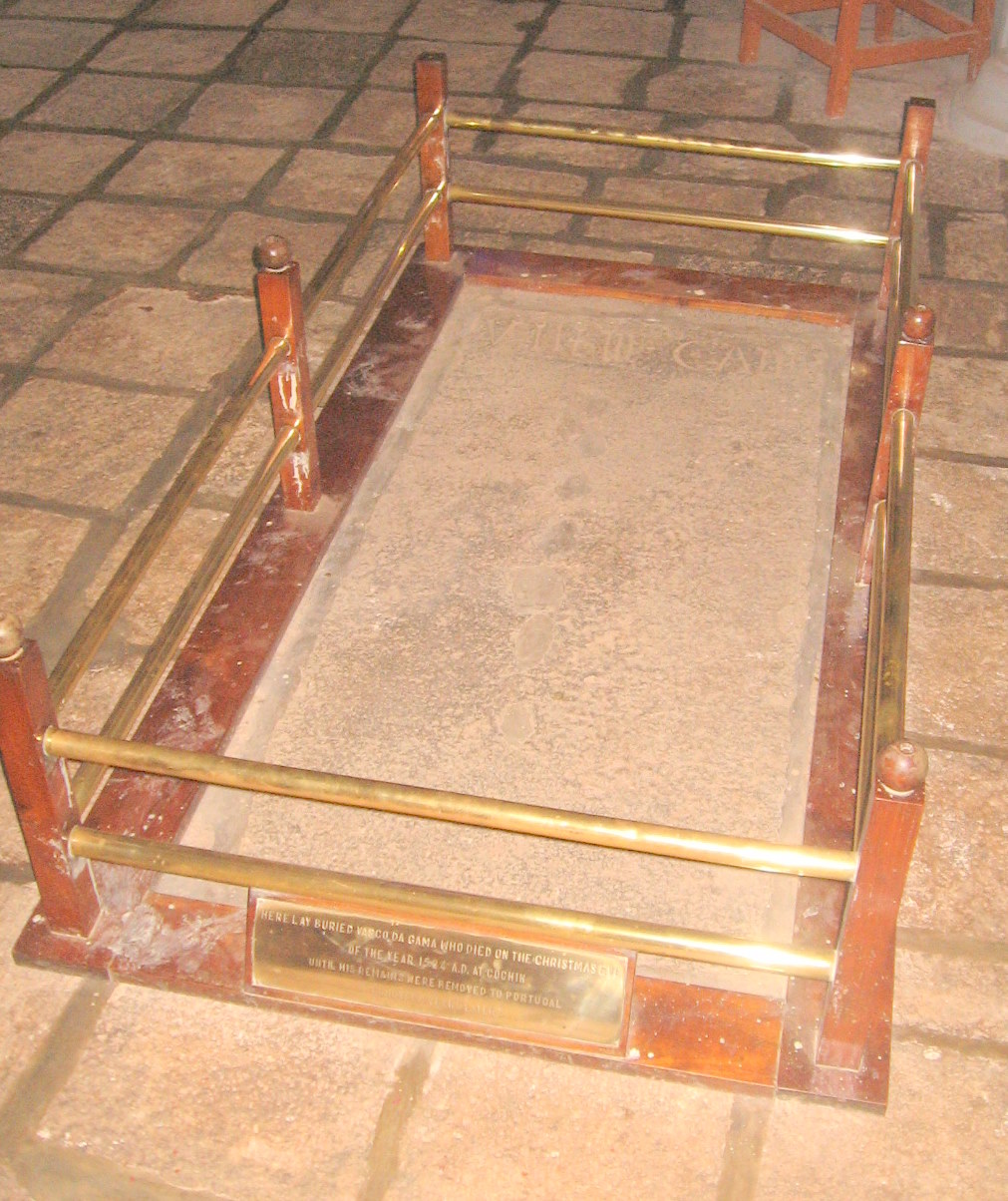
达伽马原墓碑